# Stanciu Bratu
Stanciu Bratu, pe numele său Stanciu al Bratului, a fost una din figurile legendare de haiduci ale sfârșitului de secol XVIII, cunoscut alături de ceata sa în toată regiunea culoarului Rucăr-Bran, până la Brașov și Râșnov, cât și în zona de nord a râului Dâmbovița. Haiducii își aveau ascunzătoarea în peștera de la Cerdacul Stanciului în munții Piatra Craiului și prădau îndeosebi stânele din munții acaparați de la moșneni de către bogătașii din Rucăr. Din ceata acestuia făceau parte Ion al Geantului (preot în comuna Rucăr), Marin al Șelarului din Bogătești, Dobre al Ploscarului din Piscani, sora sa, Uța, din Dâmbovicioara și fratele său, Niță Comăniță, din Sătic. Drumul haiducilor urca pe Valea lui Ivan și a Urzicii, unde padina largă de sub masiv făcea loc unei poieni bună de sfat și popas, de unde haiducii luau potecile spre ascunzătorile din Piatră. Cel ce făcea de santinelă se urca pe un brad uscat, de pe care înconjura cu privirea întreaga vale a Dâmboviței între Sătic și confluența cu Cascoe, având în față plaiul ce urca pe culme din Rucăr și cobora pe sub Păpușa, prin Plaiul Hoților, în Dâmbovița. S-a păstrat și azi în Piatra Craiului, lângă Cerdacul Stanciului, denumirea „La Prepeleac”, dată de localnici locului de santinelă. Isprăvile Haiducilor din ceata Stanciului s-au transformat în răfuieli sociale, haiducii bucurându-se de sprijinul oamenilor sărmani și oropsiți din Sătic, Podu Dâmboviței și Rucăr. În folclorul local s-a păstrat până azi balada lui Stanciu Bratu. Iată un fragment, după Gh. Pîrnuță:
Foicica bobului
Sus la plaiul muntelui
La culmea Drăganului
Sub cetina bradului
Urcă Stanciu Bratului
Cu Ion al Geantului
Marin al Șelarului
Dobre al Ploscarului
Cu Liță și Comăniță
De loc după Dâmboviță
Pasă ei în haiducie
Ca să scape de robie
Ca boierii din domnie
Nici unul să nu mai fie
Sus la plaiu muntelui
Sub cetina bradului
Și foița fagului
La Valea Ivanului
E cerdacul Stanciului
Stanciului al Bratului
Mai la vale de cerdac
Frumoasă masă e-ntinsă
Și de mulți haiduci cuprinsă
Ei mi-i bea și se cinstea
Dintr-o ploscă mititea
De-o vadră de cinci oca
Și din gură-așa grăia
-Legea ta de Dambovita
Te-a pradat Stanciu cu Lita
Din fund pana la gurita
Ei tot sta si ospata
Caraula buna-avea
Pe soru-sa Uta
Ce-mi sedea privind in vale
Cu brau plin de pistoale
Dara Uta ce-mi zicea
-Bea Stanciule,nu prea bea
Uite potera colea
Nu stiu vantu vajaieste
Or potera ne soseste
Frunzulita si-o lalea
Stanciu din gura-i graia:
-D-alei Uto, de ti-e frica
Ia cureaua de la flinta
Si du-te si te marita.
-Eu nu-s muiere cu conci
La potera sa nu poci
Nu sunt femeie fricoasa
Ca de potera nu-mi pasa
Apoi Stanciu o intreba
-Sora, surioara mea
Pe unde e potera ?
-Colea-n vale-n Dambovita
S-apropie de costita
Colea-n Valea lui Ivan
Am vazut-o prin ochean
Vreme multa nu trecea
Pistoalele behaia
Potcoavele rapaia
Poterile ca-mi sosea
Si la Stanciu se-ndrepta
Iara Stanciu asa zicea:...
Haiducul Stanciu a fost prins la Rucăr și spânzurat in gradinile Balanilor pe locul numit „Muchea cu spânzurătorile” de la Posada.